# Wygnańcy

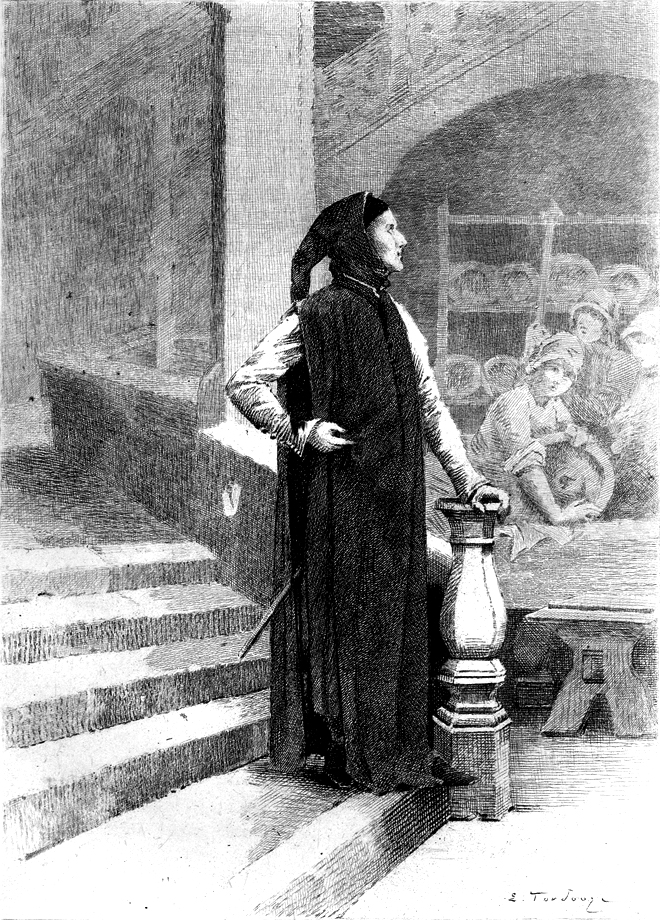

Wygnańcy (oryg. fr. Les Proscrits) – powieść Honoriusza Balzaka z 1831, należąca do Studiów filozoficznych cyklu Komedia ludzka. Obok utworów Ludwik Lambert, Serafita i Jaszczur należy równocześnie do grupy tzw. dzieł mistycznych Balzaka.

## Treść
Akcja utworu rozgrywa się na początku XIV wieku w domu sierżanta Tirechaira w pobliżu katedry Notre Dame w Paryżu. Gospodarz wynajmuje część domu dwóm tajemniczym mężczyznom, których się obawia i których planuje wyrzucić, podejrzewając ich o tajemne uprawianie czarów. W rzeczywistości uczestniczą oni w naukach z zakresu teologii mistycznej, prowadzonych przez doktora Sigiera, które poświęcone są zagadnieniu natury aniołów, obecności istot nadprzyrodzonych wśród ludzi na ziemi oraz kwestiom geniuszu artystycznego i szaleństwa. Nauki te doprowadzają młodszego z mężczyzn, Gotfryda, do chęci samobójstwa – młodzieniec pragnie sam stać się aniołem. Ratuje go jednak starszy z nich. W ten sam dzień obydwaj otrzymują oczekiwane z dawna dobre wiadomości – starszy, poeta Dante Alighieri, może wrócić do Florencji, skąd został wygnany, młodszy dowiaduje się o swoim szlacheckim pochodzeniu.

## Cechy utworu
Chociaż Balzak określał Wygnańców jako szkic historyczny, od początku umieszczał tę powieść w gronie utworów mistycznych, które miały stanowić wykładnię jego zainteresowań zjawiskami nadprzyrodzonymi i refleksji nad możliwym istnieniem bytów nadnaturalnych między ludźmi. Niezwykle starannie opracował w utworze jego tło – poprzez zlokalizowanie akcji w samym sercu gotyckiego Paryża stworzył atmosferę tajemnicy,  zaś zestawienie postaci czysto realistycznych (sierżant i jego żona-praczka) oraz "wyjątkowych" (uduchowiony młodzieniec, pisarz, doktor teologii) miało być literackim dowodem na możliwość współistnienia światów codziennego i nadprzyrodzonego na niewielkiej nawet przestrzeni, we wzajemnej interakcji i nieświadomości. Podstawowym jednak narzędziem przekazywania refleksji Balzaka są, podobnie jak w Ludwiku Lambercie, wypowiedzi bohatera – doktora Sigiera mówiącego o talencie, szaleństwie i naturze aniołów. Pisarz podkreślał przy tym, że wypowiedzi bohatera nie są konkretną wykładnią jego osobistych poglądów, a jedynie wyrazem jego zainteresowań mistycznych i dowodem na odwieczność ludzkich rozważań nad absolutem. W ten sposób koncepcje średniowiecznych teologów miały stanowić wstęp do własnych rozważań autora o ludzkiej energii i namiętności, przewijających się pod różnymi postaciami w całej Komedii ludzkiej.
Obraz średniowiecza ukazany w utworze oraz jego tajemnicza atmosfera doskonale wpisywały się we francuską tradycję romantyczną, chociaż dzieło wykazuje także cechy realistyczne, zwłaszcza w sposobie opisywania bohaterów. Każda postać utworu została przedstawiona w szczegółach, zarówno pod względem wyglądu, jak i charakteru.  Podobnie szczegółowy opis przedstawia miejsce akcji powieści.